# Gischiginsk
Gischiginsk (russisch Гижигинск), auch Ischiginsk (Ижигинск) oder Staraja Gischiga (Старая Гижига) ist eine ehemalige Stadt in Russland. Sie lag auf dem Gebiet des heutigen Rajons Sewero-Ewenski der Oblast Magadan.
Der Ort wurde 1752 am linken Ufer der Gischiga, etwa 25 km vor deren Mündung in den Gischigabusen des Ochotskischen Meeres, gegründet und 1926 verlassen.

## Geschichte

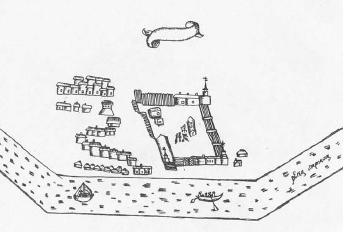
Plan des Forts im Jahr 1757

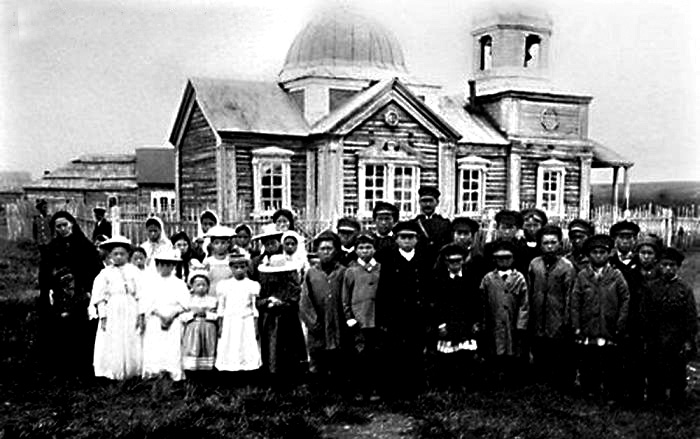
Einwohner von Gischiginsk vor der Kirche (Ende des 19. Jahrhunderts)

1752 errichtete der Kosakentrupp von Awraam Ignatjew am Ort der späteren Stadt Gischiginsk ein hölzernes Fort. Es besaß eine rechteckige Grundfläche mit Seitenlängen von 64 und 43 m. An zwei Ecken gab es Blockhäuser als zusätzliche Befestigung. Im Inneren des Forts befand sich das Haus des Kommandanten sowie Kasernen für eine Garnison von 130 Mann. Bis 1758 wurde das Fort auf eine Größe von 278 × 181 m erweitert. Es besaß nun fünf Türme und öffentliche Gebäude sowie eine Kirche. An der Mündung der Gischiga gab es einen Hafen. Nach der Aufgabe des Anadyrski Ostrogs wurde das Fort in den 1760er Jahren zum wichtigsten Stützpunkt des russischen Militärs und der russischen Behörden im Nordosten Sibiriens. Im Zuge der Verwaltungsreform Katharinas II. erhielt Gischiginsk 1782 das Stadtrecht und wurde zum administrativen Zentrum des gleichnamigen Ujesds in der damaligen Ochotskischen Oblast. Seine Bedeutung rührte auch daher, dass es am Landweg zwischen Ochotsk und der Halbinsel Kamtschatka lag. 1790 bekam die Stadt ein zweigeteiltes Wappen. Der untere Teil zeigt eine Festung, auf deren zentralem Turm eine Fahne mit dem Namen Katharinas II. weht, der obere einen Sibirischen Tiger, das Wappentier von Irkutsk.
Im Verlauf des 19. Jahrhunderts verlor die Stadt zunehmend an Bedeutung und hatte einen eher ländlichen Charakter. Die Einwohner lebten hauptsächlich von der Jagd und vom Fischfang. In bescheidenem Umfang wurde Gemüse angebaut. Schon 1844 wurde sie als „armselig“ beschrieben. 1926 verlor Gischiginsk das Stadtrecht. Die Einwohner verließen den Ort und ließen sich nahe der Mündung der Gischiga im knapp 15 Kilometer entfernten Dorf Kuschka nieder, das in Gischiga umbenannt wurde.
Im Frühjahr 2016 wurde vorgeschlagen, die Reste des Gischiginsker Friedhofs zum Kulturerbe der Oblast Magadan zu erklären.
| Jahr | Einwohner |
| ---- | --------- |
| 1773 | 672       |
| 1805 | 773       |
| 1847 | 500       |
| 1885 | 200       |
| 1910 | 400       |

Quelle: Geschichtslexikon Sibiriens, 2009